# Zamyad
Zamyad – irański producent samochodów ciężarowych i dostawczych z siedzibą w Teheranie. Przedsiębiorstwo założone zostało w 1963 roku, a od 1998 roku należy do koncernu SAIPA.
Wielkość produkcji w 2003 roku wyniosła ponad 32 000 samochodów.